# 洪都拉斯軍事
宏都拉斯軍事部隊（Armed Forces of Honduras）是由陸海空三軍組成的宏都拉斯共和國武裝部隊。正規部隊有8,300名，後備部隊約60,000名。軍事費大概是GDP的0.6％。

## 陸軍
部隊兵力約5,500人。
編制上：
- 正規部隊
  - 4個步兵旅
  - 1個支援群
  - 1個裝甲騎兵團
  - 1個工兵營
- 後備部隊
  - 1個步兵旅

### 裝備

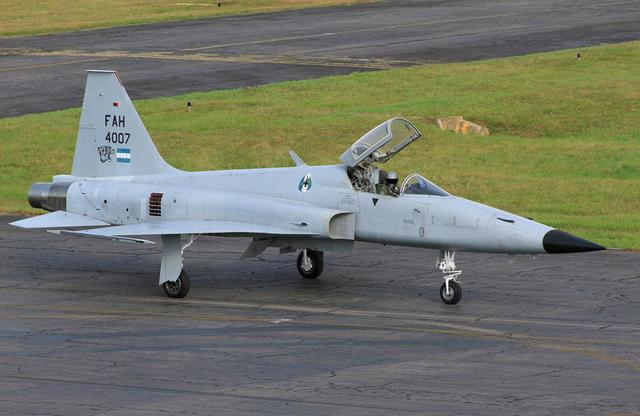
F-5E虎二式戰機
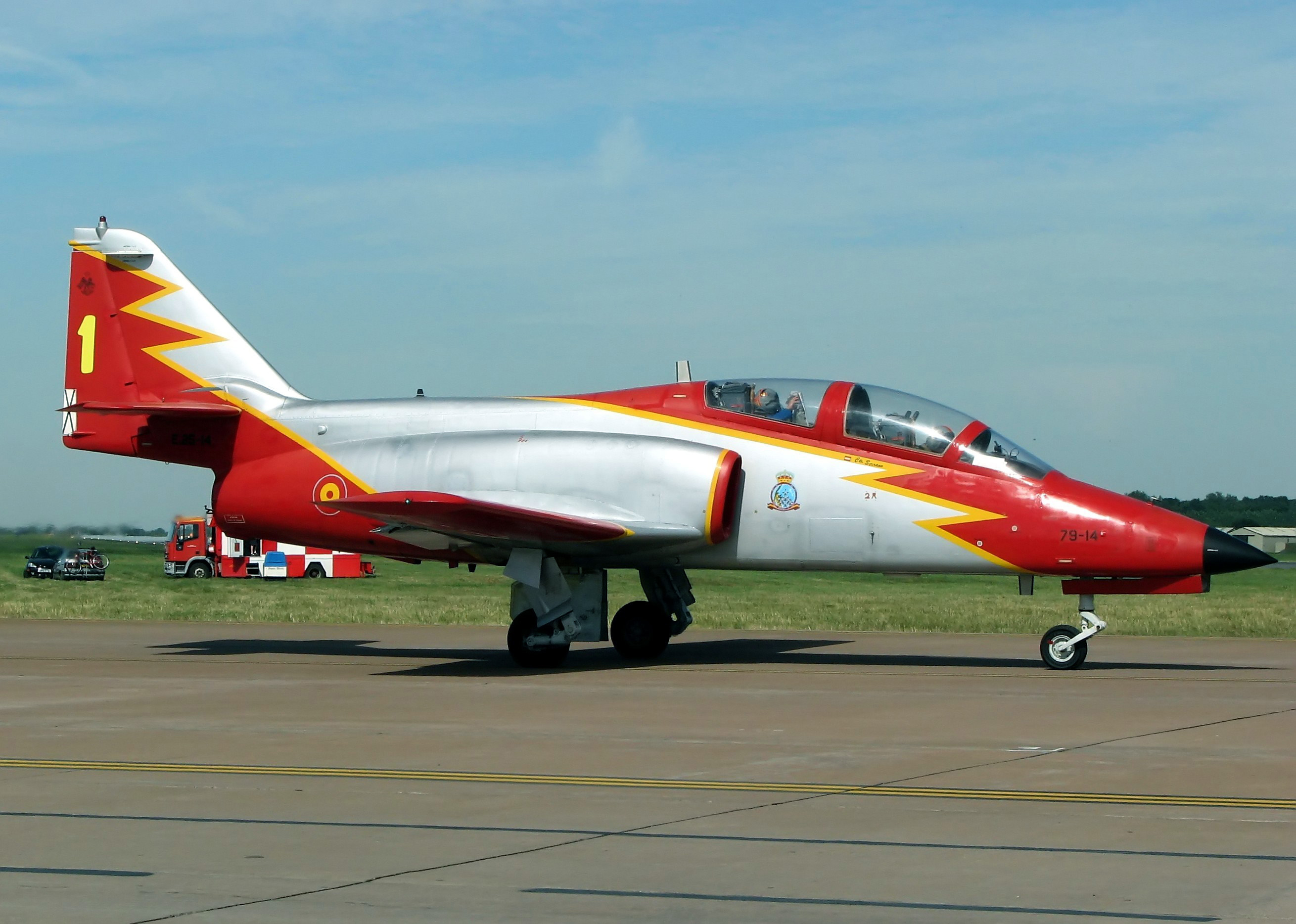
c-101 教練機
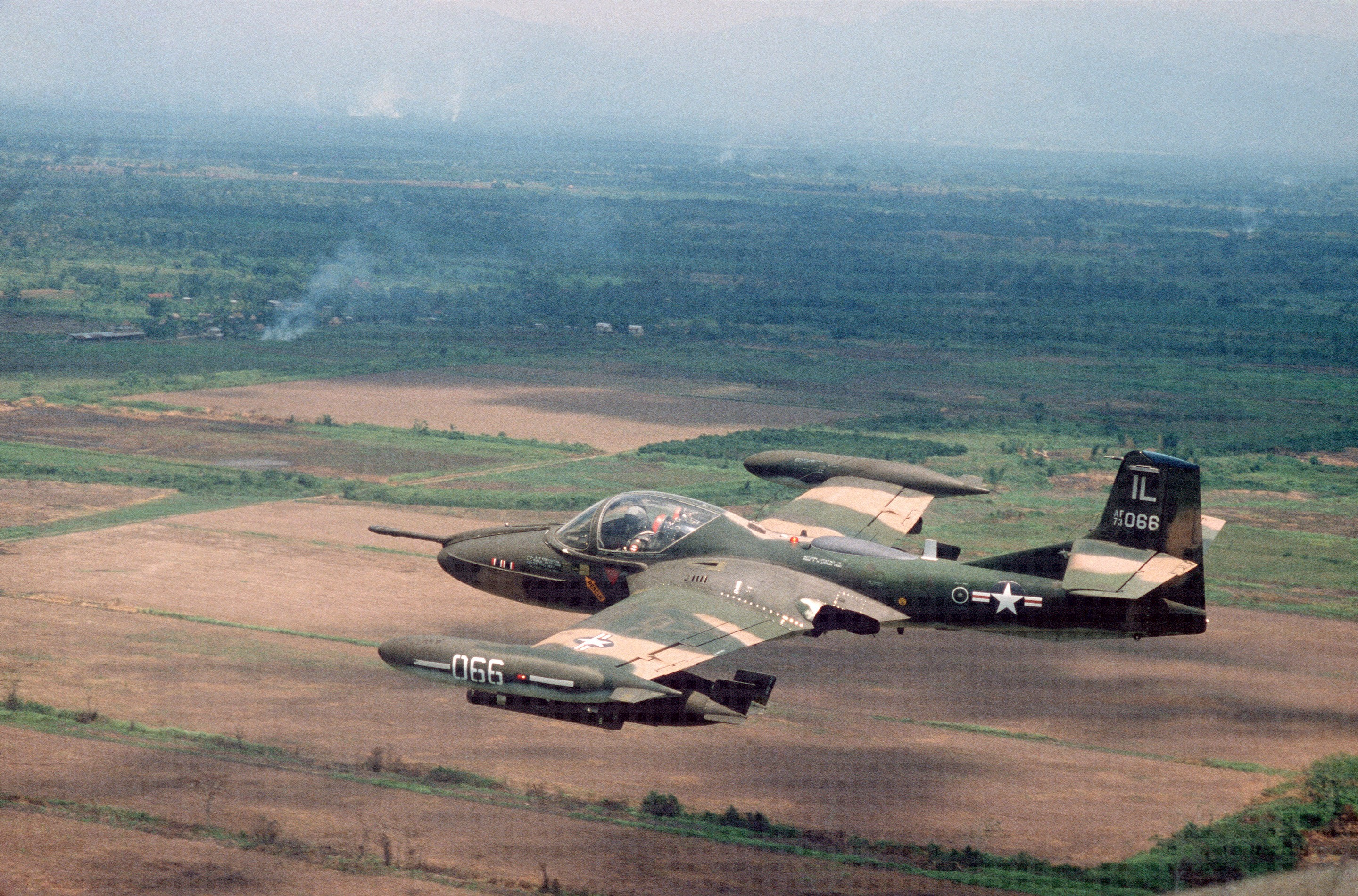
A-37 攻擊機
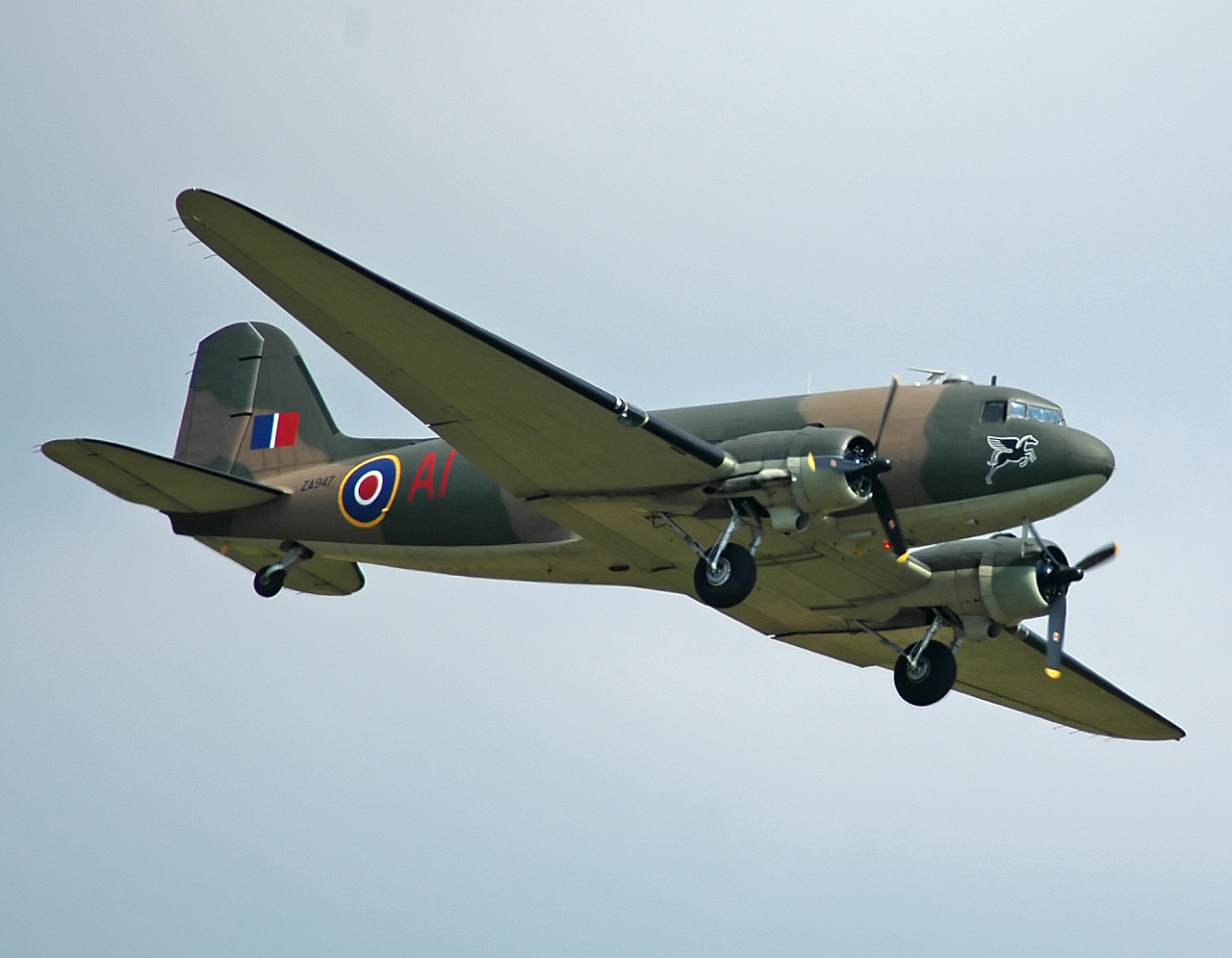
C-47運輸機
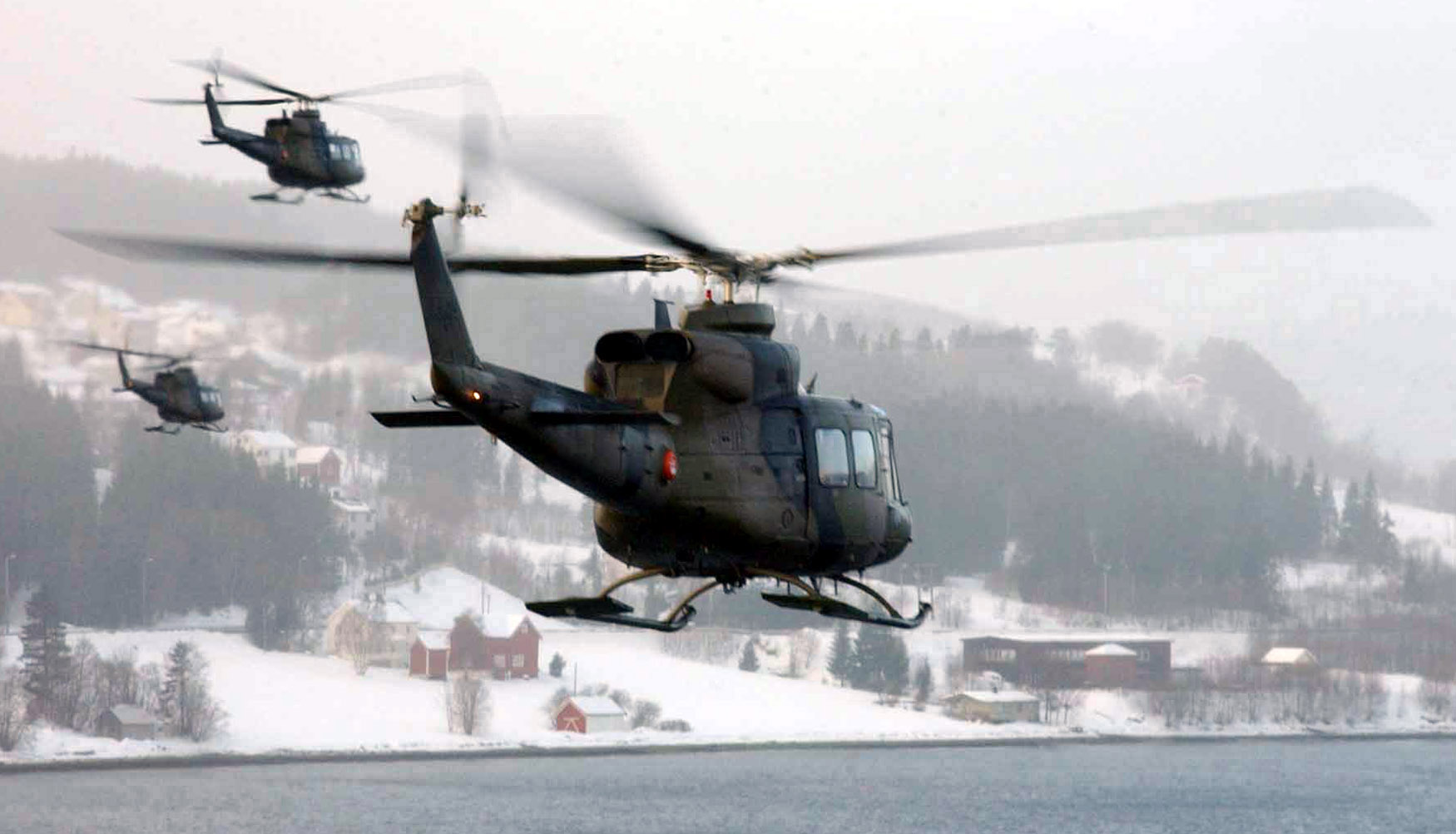
貝爾412直升機
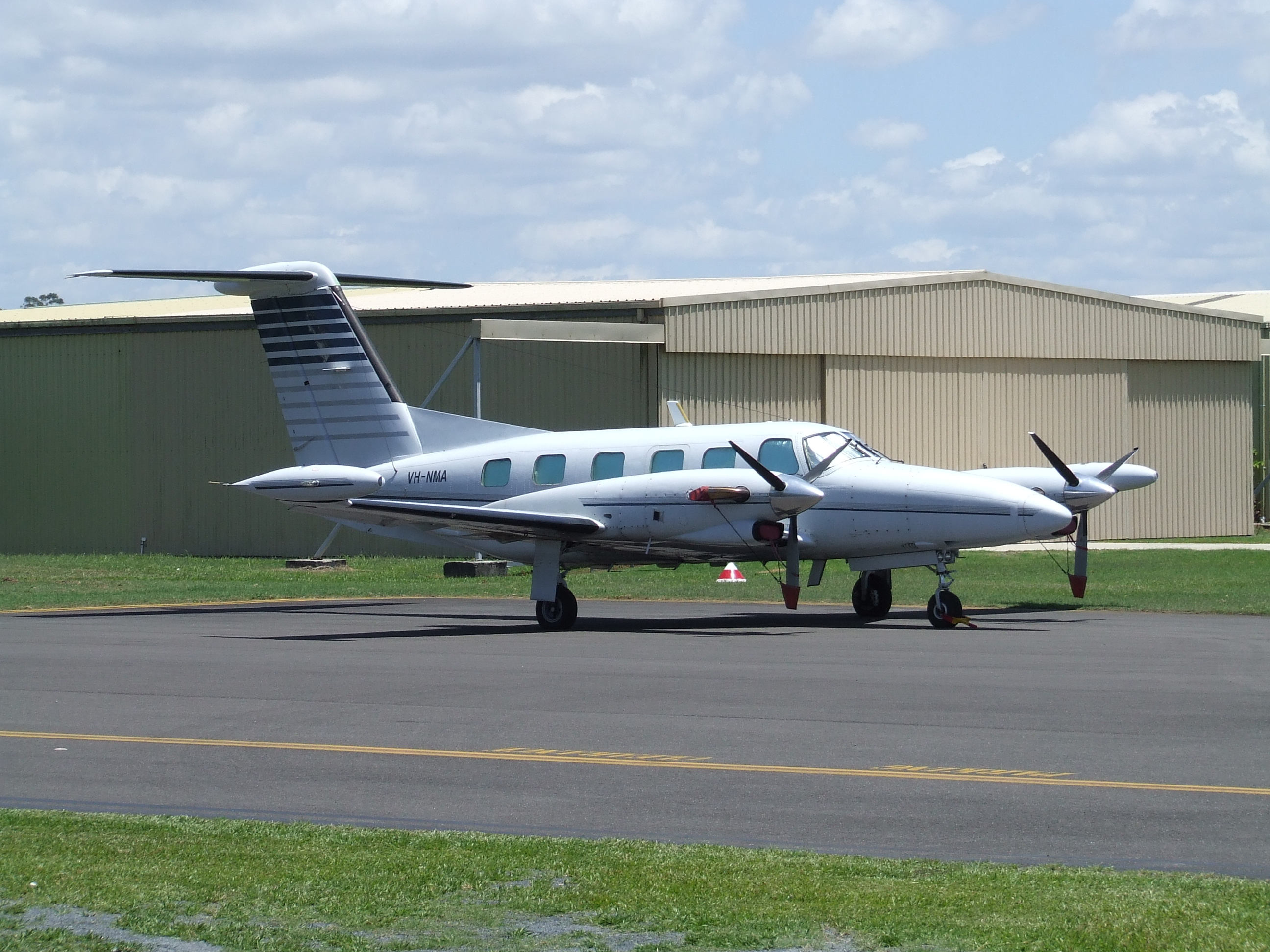
Piper PA-42 專機

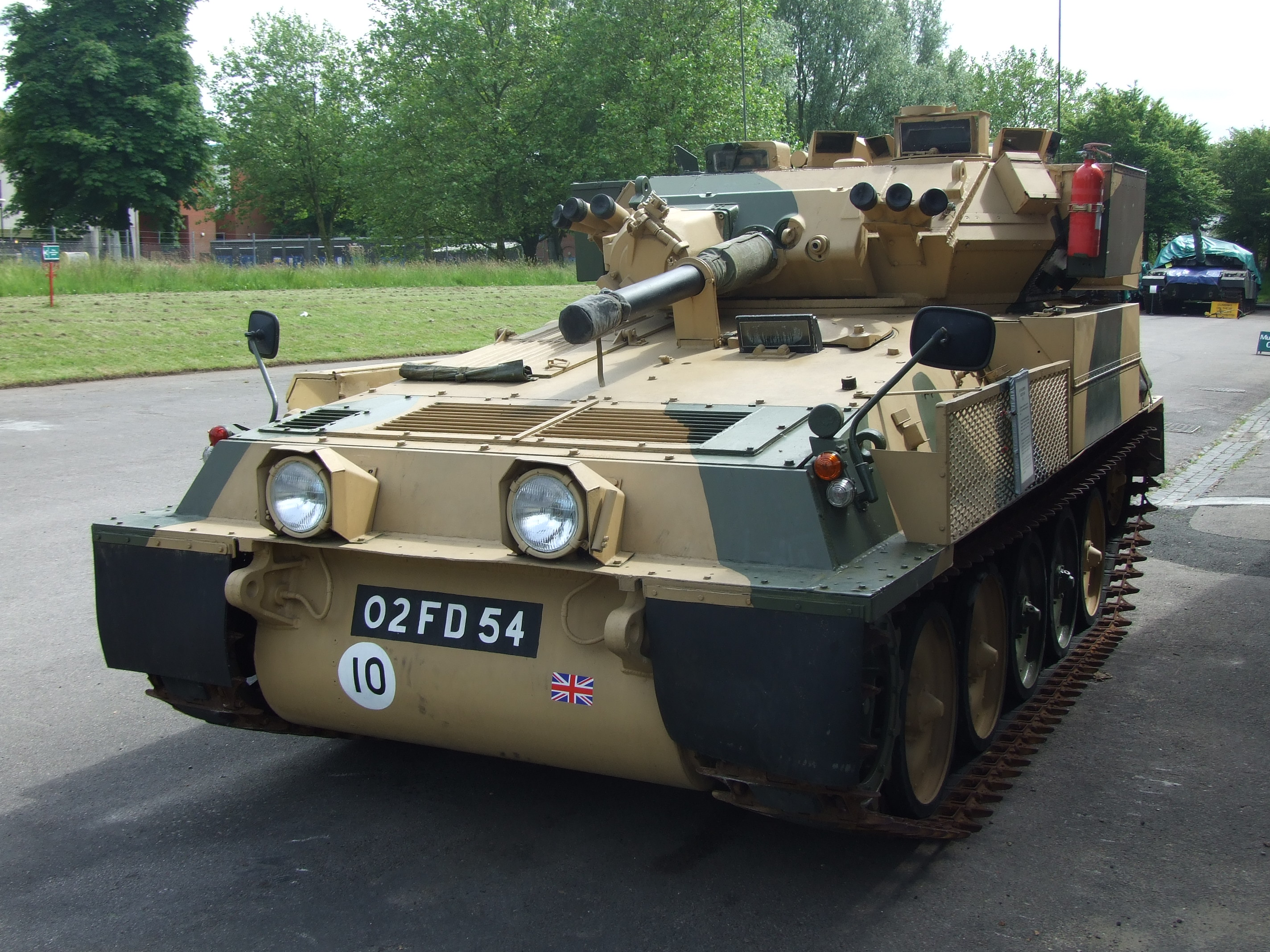
FV101輕戰車
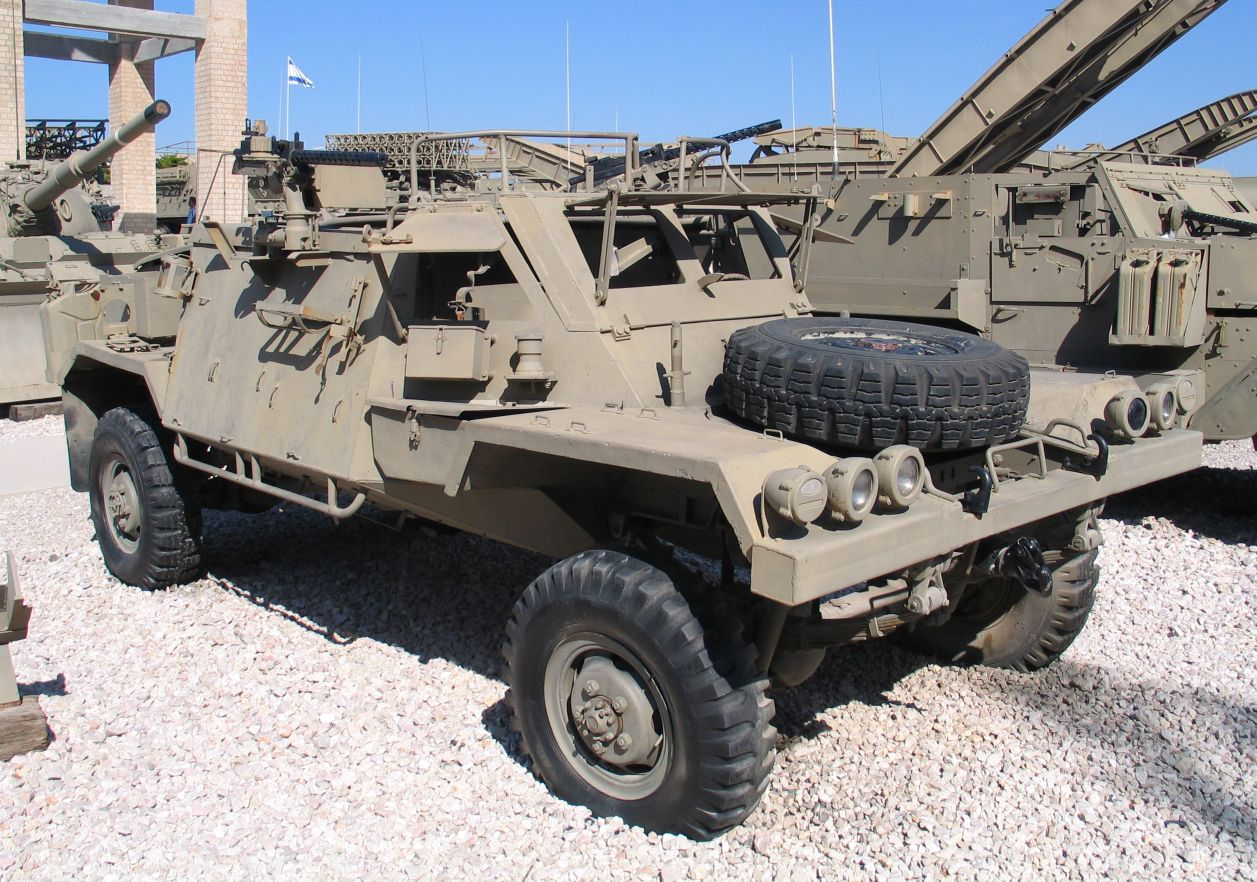
RBY Mk 1 裝甲車
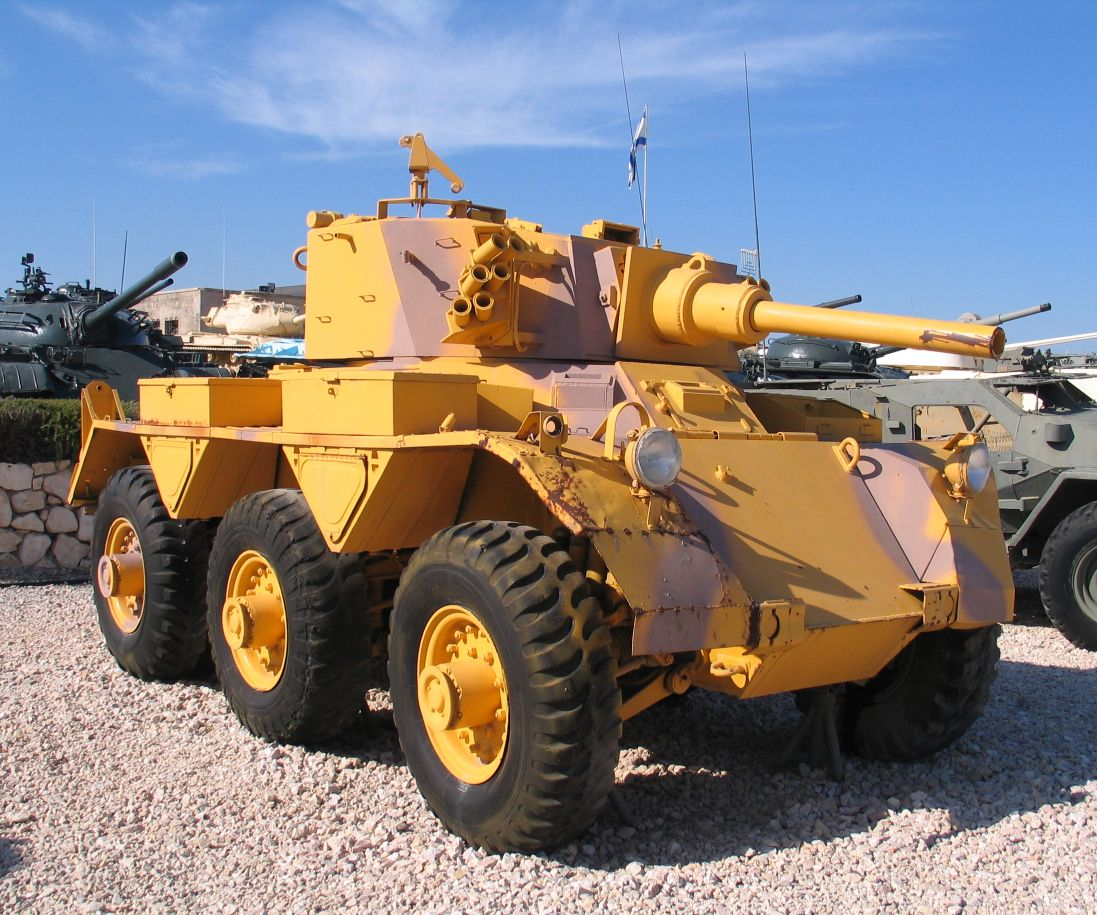
FV601輪式裝甲偵查車
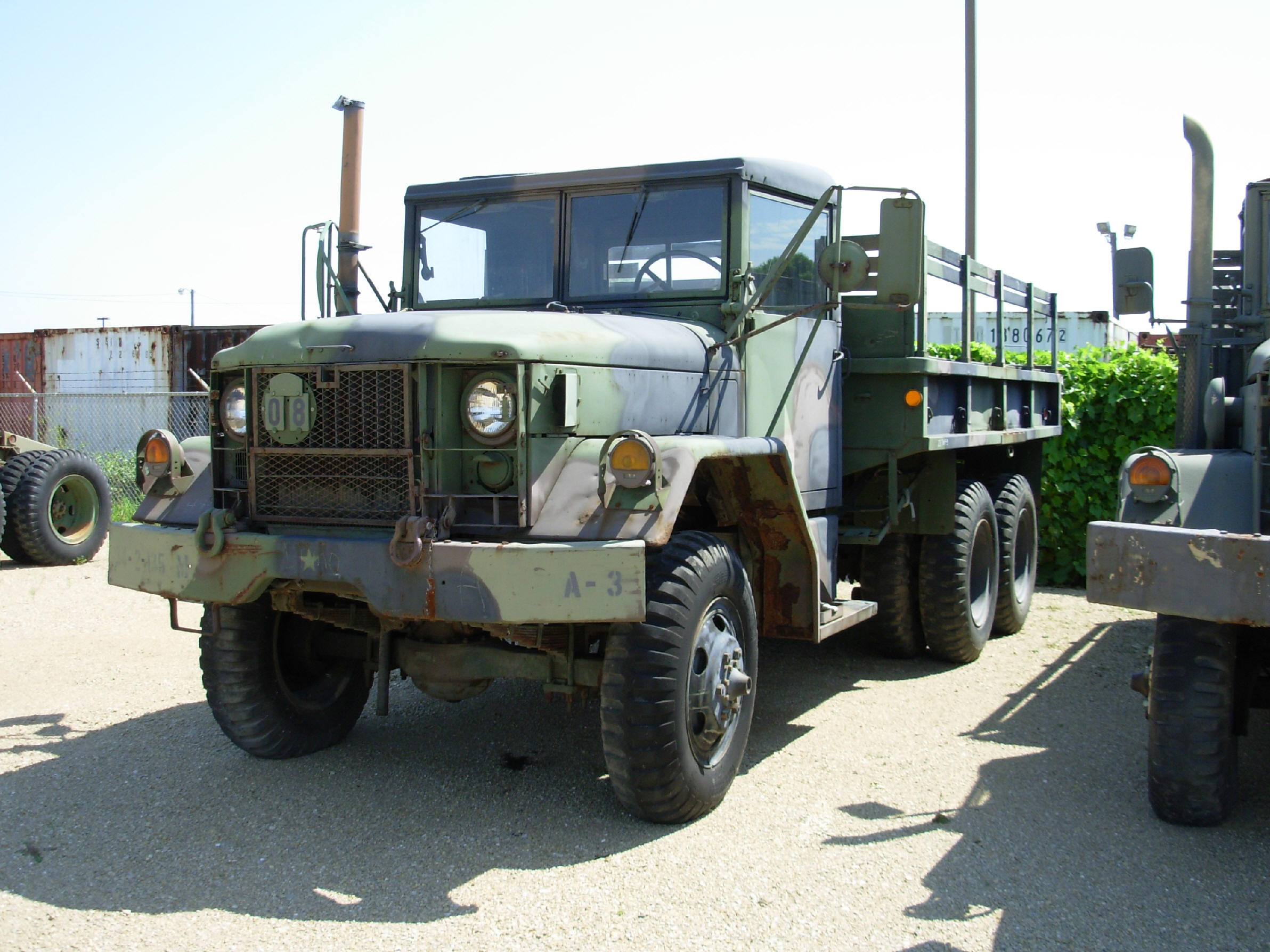
M35軍用卡車
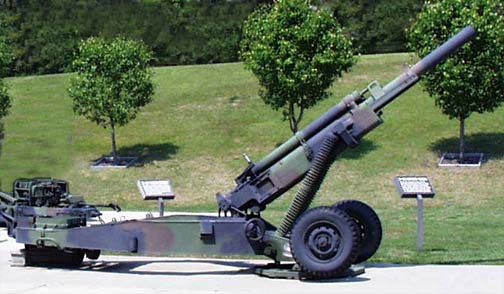
M102-105mm榴彈砲
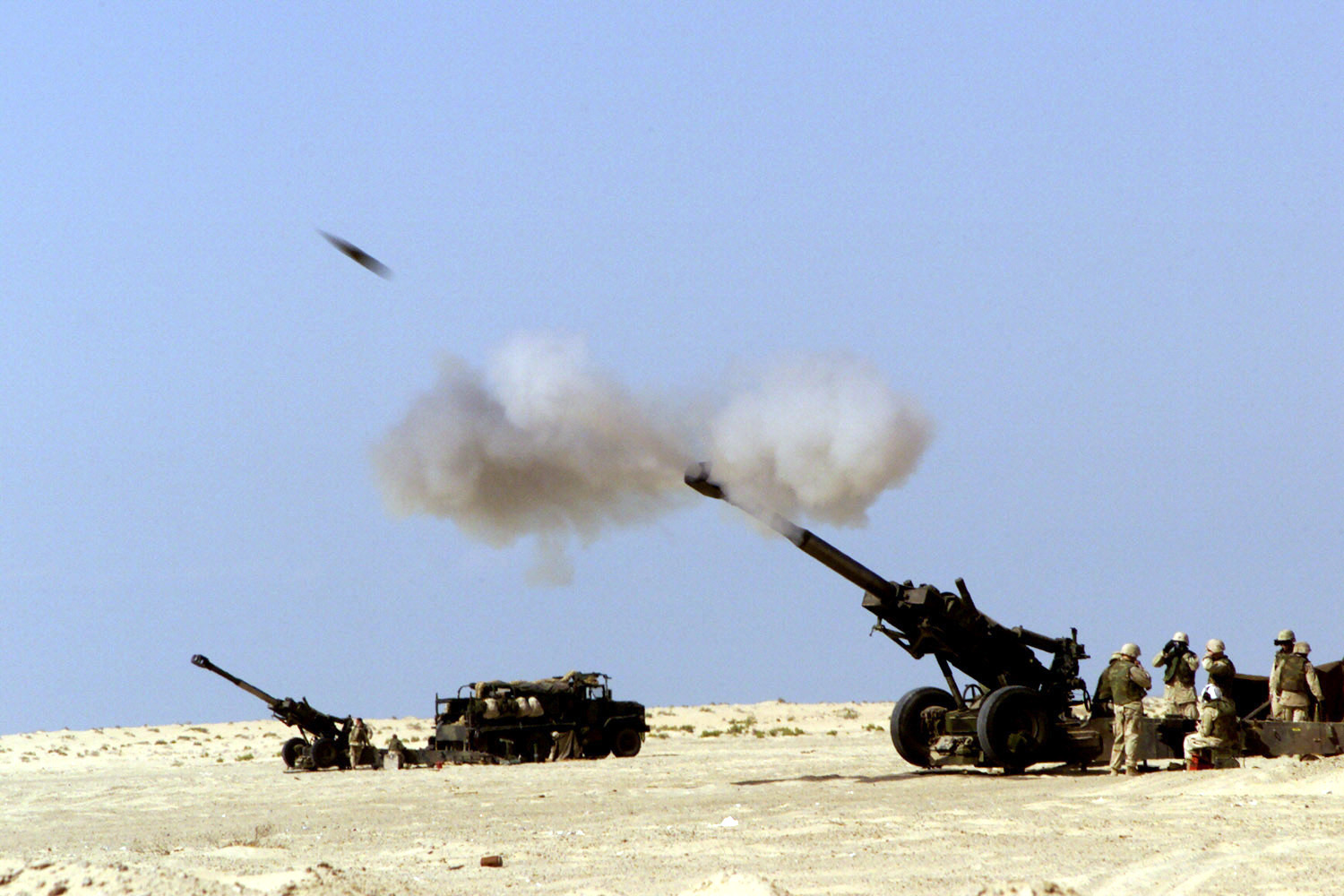
M198 155mm榴彈砲
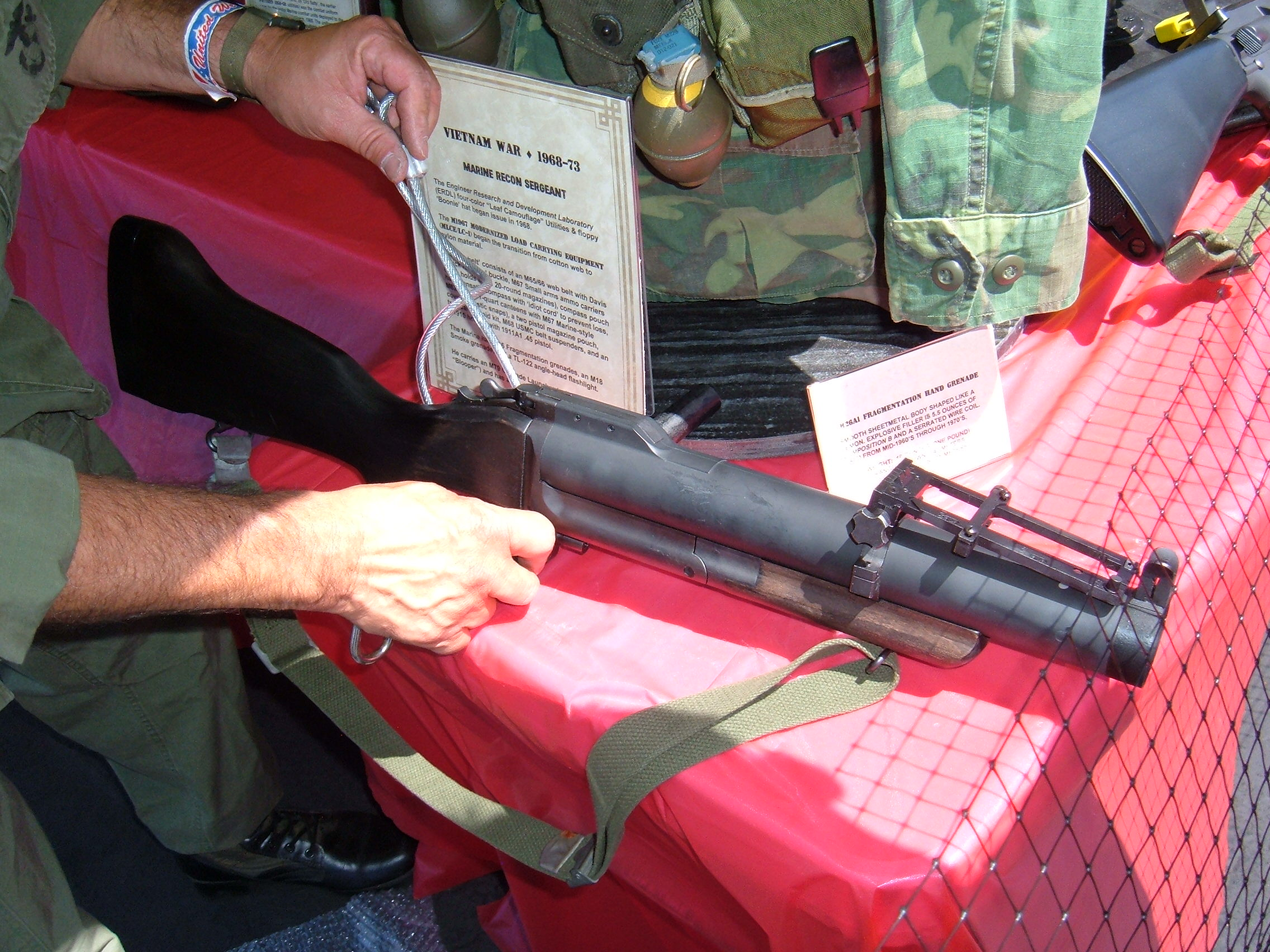
M79榴彈發射器

## 海軍
部隊兵力約1,000人，各型巡邏艇及登陸艇約31艘。
海軍基地有4個：
- 科爾特斯港（Puerto Cortes）
- 卡斯蒂利亞海軍基地（Muelle base naval Puerto Castilla）
- 阿馬帕拉港（豐塞卡灣）
- 巴拉日卡拉塔斯卡港（Barra de Caratasca）

## 空軍
部隊兵力約1,800人，使用中的各型航空器約47架。
空軍基地有4個，其中有3個是軍民共用機場：
- 通孔廷国际机场（位於德古斯加巴）
- 爾索托爾莫卡諾空軍基地（英语：Soto Cano Air Base）（位於科馬亞瓜）
- 拉蒙·比列達·莫拉萊斯國際機場（位於聖佩德羅蘇拉）
- Golosa國際機場（英语：Golosón International Airport）（阿特蘭蒂達省的拉塞瓦市）

### 裝備
- F-5E虎二式戰機
- c-101 教練機
- A-37 攻擊機
- C-47運輸機
- 貝爾412直升機
- Piper PA-42 專機

## 外部連結
- 宏都拉斯空軍學院官方網站
- 宏都拉斯空軍戰鬥、地圖、中隊、徽章、照片、空軍基地等等